# Pilkington Glass Championships 1991
Pilkington Glass Championships 1991 — жіночий тенісний турнір, що проходив на кортах з трав'яним покриттям Devonshire Park Lawn Tennis Club в Істборні (Англія). Належав до турнірів 2-ї категорії в рамках Туру WTA 1991. Тривав з 17 до 22 червня 1991 року.

## Фінальна частина

### Одиночний розряд
Мартіна Навратілова —  Аранча Санчес Вікаріо 6–4, 6–4
- Для Навратілової це був четвертий титул в одиночному розряді за сезон і 144-й — за кар'єру.[1]

### Парний розряд
Лариса Савченко-Нейланд /  Наталія Звєрєва —  Джиджі Фернандес /  Яна Новотна 2–6, 6–4, 6–4
- Для Савченко це був п'ятий титул в парному розряді за сезон і 23-й — за кар'єру.[2] Для Звєрєвої це був четвертий титул в парному розряді за сезон і 14-й — за кар'єру.[3]